# Esen Asanov
Esen Asanov (kirg. Эсен Асанов) – kirgiski zapaśnik walczący w stylu klasycznym. Zajął ósme miejsce na mistrzostwach Azji w 2018. Złoty medalista akademickich MŚ w 2016. 
Trzeci na MŚ U-23 w 2017. Wicemistrz Azji juniorów w 2014 roku.